# 幻の殺意
『幻の殺意』（まぼろしのさつい）は、結城昌治の小説作品、及びそれを原作とした映画・ドラマ化作品である。

## 映画
1971年4月15日、東宝公開。カラー・シネマスコープ作品。併映は『夕日くん サラリーマン脱出作戦』（原作：サトウサンペイ、監督：小谷承靖、主演：なべおさみ）。

### キャスト
- 田代圭策 - 小林桂樹
- 田代多佳子 - 若尾文子
- 田代稔 - 中村勘九郎（現・中村勘三郎）
- 久我玲子 - 吉沢京子
- 藤崎清三 - 米倉斉加年
- 郷田弁護士 - 金田龍之介
- 輪島正太郎 - 三島雅夫
- 相場徳司 - 小島慶四郎
- 小針安夫 - 木村豊幸
- 松本のサブ - 五代目 中村山左衛門
- 静子 - 東山千栄子
- 浜田校長 - 中村伸郎
- 川口先生 - 新克利
- 久我院長 - 仲谷昇
- 岩井捜査係長 - 藤岡重慶
- 山本直江 - 春川ますみ
- 小針タネ子 - 菅井きん

### スタッフ
- 監督 - 沢島忠
- 助監督 - 中野弘也
- 製作 - 椎野英之
- 脚本 - 沢島忠、岡本育子
- 撮影 - 岡崎宏三
- 音楽 - 佐藤勝
- 美術 - 樋口幸男
- 編集 - 相良久
- 録音 - 辻井一郎
- 照明 - 榊原庸介
- スクリプター - 下津隆之
- 製作プロダクション - コマ・プロ
- 配給 - 東宝

## テレビドラマ

### 1972年版
1972年8月16日・8月23日にNHK総合テレビ「水曜ドラマ」枠にて放送された。

#### キャスト
- 江原真二郎
- 岩本多代
- 内田直哉
- 三ツ矢雄二[2]
- 内田直哉
- 大滝秀治
- 前田昌明

#### スタッフ
- 演出 - 松沢健
- 脚本 - 石松愛弘
- 制作 - NHK（中部本部[3]）

### 1976年版
1976年11月5日 - 12月31日にTBS「花王 愛の劇場」枠にて放送された。

#### キャスト
- 小林千登勢
- 高津住男
- 伊藤孝雄
- 清水信一（現・真実一路）

#### スタッフ
- 制作 - 東京映画

### 1983年版
1983年2月3日に読売テレビ「木曜ゴールデンドラマ」枠にて放送された。

#### キャスト
- 大空眞弓
- 中山仁
- 井川比佐志
- 遠藤義徳
- 遠藤太津朗
- 片岡五郎
- 風見りつ子

#### スタッフ
- 演出 - 柴田敏行
- 脚本 - 秋田佐知子

### 1990年版
1990年1月26日にフジテレビ「男と女のミステリー」枠にて放送された。

#### キャスト
- 藤田まこと
- 夏木マリ
- 長谷川真弓
- 小栗一也
- 宮下順子
- 尾藤イサオ
- 赤座美代子
- 芦屋小雁
- 花上晃
- 佐渡稔

#### スタッフ
- 監督 - 小野田喜幹
- 脚本 - 高岡尚平